# Йозеф Веленовський
Йозеф Веленовський (чеськ. Josef Velenovský, 1858—1949) — чеський ботанік, міколог, птеридолог і бріолог. Він також працював із скам'янілостями. Він був науковим дослідником і професором Ботанічного інституту Празького університету, по черзі зі своїм колегою Ладіславом Йозефом Челаковським. Він також був професором ботаніки в Карловому університеті, де він зосередився на вивченні мікології в останній половині свого життя. Веленовський зібрав багато екземплярів, особливо в новій Центральній Богемії. Він був плідним автором (або співавтором) нових видів грибів, формально описавши близько 2700 за свою кар'єру. Багато його типових зразків та інших колекцій перебувають у гербарії Національного музею в Празі.

## Вшанування
- Notocactus velenovsky Frič (1891)
- Trifolium velenovskyi Vandas ex Velen. (1891)
- Tortula velenovskyi Schiffner (1893)
- Centaurea velenovskyi Adamović (1894)
- Astragalus velenovskyi Nábělek, (1923)
- Russula velenovskyi Melzer & Zvára (1927)
- Naucoria velenovskyi Pilát (1930)
- Galium velenovskyi Ančev (1975)
- Entoloma velenovskyi Noordel. (1979)
- Daphne velenovskyi Halda (1981)
- Hilpertia velenovskyi Schiffner & R.H.Zander (1989)
- Cortinarius velenovskyanus Moënne-Locc. & Reumaux (1997)
- Cyanus velenovskyi Adamović, Wagenitz & Greuter (2003)
- Mollisia velenovskyi Gminder (2006)

## Вибрані праці
- Flora Bulgarica. Descriptio et enumeratio systematica plantarum vascularium in principatu Bulgariae sponte nascentium. Pragae: Prostat apud Fr. Řivnáč, bibliopolam. 1891.
- Flora Bulgarica: Descriptio et enumeratio systematica plantarum vascularium in Principatu Bulgariae sponte nascentium; Supplementum I. Pragae: Prostat apud Fr. Řivnáč, bibliopolam. 1898.